# Покровское (Юринский район)
Покровское — село в Юринском районе Республики Марий Эл. Входит в состав Васильевского сельского поселения.

## География
Находится в юго-западной части республики Марий Эл на правобережье Ветлуги на расстоянии приблизительно 49 км на северо-запад от районного центра посёлка Юрино.

## История
Село основано в начале XVII века, являлось центром Покровской волости Макарьевского уезда Нижегородской губернии. Своё название село получило от Покровской церкви. Альтернативное название (Заводи) связано с местным заливом реки Люнда. В 1925 году в селе в 125 дворах проживало 567 человек (все русские). В 1992 году в селе проживали 71 человек. В советское время работали колхозы «Новый путь», «Искра» и совхоз «Васильевский». После пожара 1972 многие жители начали покидать село.

## Население
Население составляло 41 человек (русские 95 %) в 2002 году, 14 — в 2010.

## Известные уроженцы
Морозов Василий Тихонович (1899—1972) — советский административный, партийный и хозяйственный деятель. Нарком местной промышленности Марийской АССР (1940—1943), заместитель председателя Совета Народных Комиссаров МАССР (1944—1947). Участник Гражданской войны в России. Член ВКП(б) с 1932 года.